# Fabrice Olinga
Fabrice Olinga Essono (Douala, 12 maggio 1996) è un calciatore camerunese, attaccante svincolato.

## Caratteristiche tecniche
Olinga è un attaccante dal fisico asciutto, veloce e abile con entrambi i piedi; viene spesso paragonato sia fisicamente sia nello stile di gioco a Samuel Eto'o.

## Carriera

### Club

#### Giovanili
Olinga inizia a giocare nella "Samuel Eto'o Foundation", fondazione benefica creata dall'attaccante camerunese per aiutare la gioventù del Camerun a costruirsi un futuro migliore. Per Olinga, così come con altri ragazzi, la fondazione funge da trampolino di lancio verso il calcio europeo e così a 13 anni il piccolo Fabrice si trasferisce al Maiorca, squadra che ha contribuito a lanciare proprio Eto'o. Notato nella Costa Blanca Cup di Benidorm, Olinga nel gennaio 2009 viene tesserato per i maiorchini e impressiona i suoi allenatori per la capacità di risolvere le partite, anche contro avversari più grandi di lui.
Due anni e mezzo dopo, il responsabile del settore giovanile del Málaga Manuel Casanova lo nota e decide di portarlo in Andalusia. Aggregato alla filial, alla prima stagione in biancoblu contribuisce al raggiungimento della finale della Copa del Rey giovanile, che però poi non gioca per squalifica.

#### Málaga
Nella stagione 2012-2013 viene aggregato alla prima squadra dei Boquerones. Esordisce il 18 agosto seguente durante la prima giornata di Liga al 58' della sfida giocata a Vigo contro il Celta e vinta 1-0 grazie al gol vittoria di Fabrice all'84º. Andando a segno diventa il più giovane marcatore di sempre nella competizione, a 16 anni e 98 giorni, superando il record precedente appartenente a Iker Muniain. Con questa apparizione diventa anche il quinto giocatore più giovane ad aver mai esordito nella competizione e il primo dal 1966.
Il 22 agosto fa il suo esordio in UEFA Champions League nella gara tra Malaga e Panathinaikos valida per l'ultimo turno preliminare partendo da titolare. Conclude la sua prima stagione da professionista con 6 presenze e 1 gol tra Campionato, Champions League e Copa del Rey.

#### Apollon Limassol e il prestito al Zulte Waregem
La stagione seguente gioca altre 8 partite in Liga prima che il 20 gennaio 2014 venga ceduto a titolo definitivo (per 500 000 euro) alla squadra cipriota del Apollon Limassol che lo gira in prestito fino al termine della stagione in Belgio al Zulte Waregem nel quale gioca 7 partite di Pro League senza segnare alcun gol.
Nell'estate 2014 torna, scaduto il prestito, all'Apollōn Limassol che lo schiera per la prima volta in campo il 27 novembre seguente nella sfida di UEFA Europa League contro il Zurigo nel quale subentra al 55º minuto a Fōtīs Papoulīs.

#### Sampdoria

##### I prestiti al Viitorul Costanza e il passaggio al Mouscron Peruwelz
Il 19 febbraio 2015 viene ceduto in prestito ai rumeni del Viitorul Costanza che militano in Liga I; il trasferimento avviene su avallo della Sampdoria che, terminati i posti disponibili per gli extracomunitari, parcheggia il giocatore ai Puștii lui Hagi, mantenendo il controllo sull'operazione. Fabrice tuttavia non può mai scendere in campo a causa della mancanza del permesso di lavoro. Il 16 luglio 2015 si aggrega alla rosa della Sampdoria per prendere parte al ritiro pre-campionato 2015-2016.
Il 31 agosto 2015 la Samp, non riuscendo a liberare un posto per extracomunitario, decide di farlo acquistare a titolo definitivo dal club belga del Mouscron-Péruwelz, mantenendo sul giocatore un controllo diretto. L'esordio avviene solamente il 27 dicembre seguente al 69' della gara persa per 3 a 0 contro lo Standard Liegi.

##### La denuncia di Samuel Eto'o nei confronti della Samp
L'11 aprile 2016 Samuel Eto'o, insieme al suo procuratore sportivo George Gardi, responsabile di entrambi i trasferimenti dei due camerunensi alla Sampdoria, indice una conferenza stampa per annunciare la volontà di adire le vie legali in merito al mancato tesseramento del giovane Olinga da parte della Samp. Infatti Eto'o sostiene che il suo acquisto nel gennaio 2015 da parte dei blucerchiati fosse vincolato al tesseramento di Fabrice.

### Nazionale
Il 14 ottobre 2012 a 16 anni esordisce nella Nazionale maggiore del Camerun subentrando al 69' e segnando il gol vittoria per 2 a 1 della partita valida per le Qualificazioni alla Coppa d'Africa 2013 contro il Capo Verde, diventando così il più giovane marcatore di sempre del Camerun. Nel 2014 viene inserito nei 23 convocati dal Camerun per il Mondiale in Brasile risultando il più giovane convocato nella competizione.

## Statistiche

### Presenze e reti nei club
Statistiche aggiornate al 4 ottobre 2023.
| Stagione                    | Squadra                     | Campionato                  | Campionato | Campionato | Coppe nazionali | Coppe nazionali | Coppe nazionali | Coppe continentali | Coppe continentali | Coppe continentali | Altre coppe | Altre coppe | Altre coppe | Totale | Totale |
| Stagione                    | Squadra                     | Comp                        | Pres       | Reti       | Comp            | Pres            | Reti            | Comp               | Pres               | Reti               | Comp        | Pres        | Reti        | Pres   | Reti   |
| --------------------------- | --------------------------- | --------------------------- | ---------- | ---------- | --------------- | --------------- | --------------- | ------------------ | ------------------ | ------------------ | ----------- | ----------- | ----------- | ------ | ------ |
| 2012-2013                   | Málaga                      | PD                          | 2          | 1          | CR              | 2               | 0               | UCL                | 2                  | 0                  | -           | -           | -           | 6      | 1      |
| 2013-gen. 2014              | Málaga                      | PD                          | 8          | 0          | CR              | 0               | 0               | -                  | -                  | -                  | -           | -           | -           | 8      | 0      |
| Totale Málaga               | Totale Málaga               | Totale Málaga               | 10         | 1          |                 | 2               | 0               |                    | 2                  | 0                  |             | -           | -           | 14     | 1      |
| gen.-giu. 2014              | Zulte Waregem               | D1                          | 1+6        | 0          | CB              | 0               | 0               | -                  | -                  | -                  | -           | -           | -           | 7      | 0      |
| 2014-gen. 2015              | Apollōn Limassol            | AK                          | 3          | 0          | CC              | 1               | 0               | UEL                | 2                  | 0                  | -           | -           | -           | 6      | 0      |
| gen.-giu. 2015              | Viitorul Costanza           | Liga I                      | 0          | 0          | CR              | -               | -               | -                  | -                  | -                  | -           | -           | -           | 0      | 0      |
| 2015-2016                   | R.E. Mouscron               | D1                          | 2+5        | 0          | CB              | 0               | 0               | -                  | -                  | -                  | -           | -           | -           | 7      | 0      |
| 2016-2017                   | R.E. Mouscron               | D1                          | 11+6       | 0          | CB              | 1               | 0               | -                  | -                  | -                  | -           | -           | -           | 18     | 0      |
| 2017-2018                   | R.E. Mouscron               | D1                          | 22+6       | 1          | CB              | 1               | 0               | -                  | -                  | -                  | -           | -           | -           | 29     | 1      |
| 2018-2019                   | R.E. Mouscron               | D1                          | 20         | 0          | CB              | 2               | 0               | -                  | -                  | -                  | -           | -           | -           | 22     | 0      |
| 2019-2020                   | R.E. Mouscron               | D1                          | 25         | 3          | CB              | 2               | 1               | -                  | -                  | -                  | -           | -           | -           | 27     | 4      |
| 2020-2021                   | R.E. Mouscron               | D1                          | 24         | 2          | CB              | 0               | 0               | -                  | -                  | -                  | -           | -           | -           | 24     | 2      |
| Totale Royal Excel Mouscron | Totale Royal Excel Mouscron | Totale Royal Excel Mouscron | 104+17     | 6          |                 | 6               | 1               |                    | -                  | -                  |             | -           | -           | 127    | 7      |
| dic. 2021-2022              | Rio Ave                     | SL                          | 6          | 0          | CP+CdL          | -               | -               | -                  | -                  | -                  | -           | -           | -           | 6      | 0      |
| 2023-2024                   | Botoșani                    | L1                          | 5          | 0          | CR              | 0               | 0               | -                  | -                  | -                  | -           | -           | -           | 5      | 0      |
| Totale carriera             | Totale carriera             | Totale carriera             | 146        | 7          |                 | 9               | 1               |                    | 4                  | 0                  |             | -           | -           | 159    | 8      |

### Cronologia presenze e reti in nazionale
| Cronologia completa delle presenze e delle reti in nazionale ― Camerun | Cronologia completa delle presenze e delle reti in nazionale ― Camerun | Cronologia completa delle presenze e delle reti in nazionale ― Camerun | Cronologia completa delle presenze e delle reti in nazionale ― Camerun | Cronologia completa delle presenze e delle reti in nazionale ― Camerun | Cronologia completa delle presenze e delle reti in nazionale ― Camerun | Cronologia completa delle presenze e delle reti in nazionale ― Camerun | Cronologia completa delle presenze e delle reti in nazionale ― Camerun |
| Data                                                                   | Città                                                                  | In casa                                                                | Risultato                                                              | Ospiti                                                                 | Competizione                                                           | Reti                                                                   | Note                                                                   |
| ---------------------------------------------------------------------- | ---------------------------------------------------------------------- | ---------------------------------------------------------------------- | ---------------------------------------------------------------------- | ---------------------------------------------------------------------- | ---------------------------------------------------------------------- | ---------------------------------------------------------------------- | ---------------------------------------------------------------------- |
| 14-10-2012                                                             | Yaoundé                                                                | Camerun                                                                | 2 – 1                                                                  | Capo Verde                                                             | Qual. Coppa d'Africa 2013                                              | 1                                                                      | 69’                                                                    |
| 14-11-2012                                                             | Carouge                                                                | Albania                                                                | 0 – 0                                                                  | Camerun                                                                | Amichevole                                                             | -                                                                      | 62’                                                                    |
| 6-2-2013                                                               | Dar-es-Salaam                                                          | Tanzania                                                               | 1 – 0                                                                  | Camerun                                                                | Amichevole                                                             | -                                                                      | 68’                                                                    |
| 23-3-2013                                                              | Yaoundé                                                                | Camerun                                                                | 2 – 1                                                                  | Togo                                                                   | Qual. Coppa d'Africa 2013                                              | -                                                                      | 68’ 89’                                                                |
| 2-6-2013                                                               | Kiev                                                                   | Ucraina                                                                | 0 – 0                                                                  | Camerun                                                                | Amichevole                                                             | -                                                                      | 86’                                                                    |
| 26-5-2014                                                              | Kufstein                                                               | Macedonia                                                              | 0 – 2                                                                  | Camerun                                                                | Amichevole                                                             | -                                                                      | 81’                                                                    |
| 29-5-2014                                                              | Kufstein                                                               | Paraguay                                                               | 1 – 2                                                                  | Camerun                                                                | Amichevole                                                             | -                                                                      | 88’                                                                    |
| 7-6-2014                                                               | Yaoundé                                                                | Camerun                                                                | 1 – 0                                                                  | Moldavia                                                               | Amichevole                                                             | -                                                                      | 46’                                                                    |
| 1-9-2017                                                               | Uyo                                                                    | Nigeria                                                                | 4 – 0                                                                  | Camerun                                                                | Qual. Mondiali 2018                                                    | -                                                                      | 85’                                                                    |
| 4-9-2017                                                               | Yaoundé                                                                | Camerun                                                                | 1 – 1                                                                  | Nigeria                                                                | Qual. Mondiali 2018                                                    | -                                                                      | 63’ 80’                                                                |
| 7-10-2017                                                              | Yaoundé                                                                | Camerun                                                                | 2 – 0                                                                  | Algeria                                                                | Qual. Mondiali 2018                                                    | -                                                                      | 82’                                                                    |
| 11-11-2017                                                             | Ndola                                                                  | Zambia                                                                 | 2 – 2                                                                  | Camerun                                                                | Qual. Mondiali 2018                                                    | -                                                                      | 67’                                                                    |
| 27-5-2018                                                              | Beauvais                                                               | Camerun                                                                | 0 – 1                                                                  | Burkina Faso                                                           | Amichevole                                                             | -                                                                      | 45+2’ 64’                                                              |
| 8-9-2018                                                               | Mitsamiouli                                                            | Comore                                                                 | 1 – 1                                                                  | Camerun                                                                | Qual. Coppa d'Africa 2019                                              | -                                                                      | 71’                                                                    |
| 12-10-2018                                                             | Yaoundé                                                                | Camerun                                                                | 1 – 0                                                                  | Malawi                                                                 | Qual. Coppa d'Africa 2019                                              | -                                                                      | 61’                                                                    |
| 16-10-2018                                                             | Blantyre                                                               | Malawi                                                                 | 0 – 0                                                                  | Camerun                                                                | Qual. Coppa d'Africa 2019                                              | -                                                                      |                                                                        |
| 20-11-2018                                                             | Milton Keynes                                                          | Brasile                                                                | 1 – 0                                                                  | Camerun                                                                | Amichevole                                                             | -                                                                      | 76’                                                                    |
| 9-6-2019                                                               | Majadahonda                                                            | Camerun                                                                | 2 – 1                                                                  | Zambia                                                                 | Amichevole                                                             | -                                                                      | 61’                                                                    |
| 17-11-2019                                                             | Kigali                                                                 | Ruanda                                                                 | 0 – 1                                                                  | Camerun                                                                | Qual. Coppa d'Africa 2021                                              | -                                                                      | 84’                                                                    |
| 9-10-2020                                                              | Utrecht                                                                | Giappone                                                               | 0 – 0                                                                  | Camerun                                                                | Amichevole                                                             | -                                                                      | 76’                                                                    |
| Totale                                                                 |                                                                        | Presenze                                                               | 20                                                                     |                                                                        | Reti                                                                   | 1                                                                      |                                                                        |

## Palmarès
- Segunda Liga: 1

Rio Ave: 2021-2022